# 黄陵県
黄陵県（こうりょう-けん）は、中華人民共和国陝西省延安市に位置する県。黄帝陵があるためその名を得た。

## 行政区画

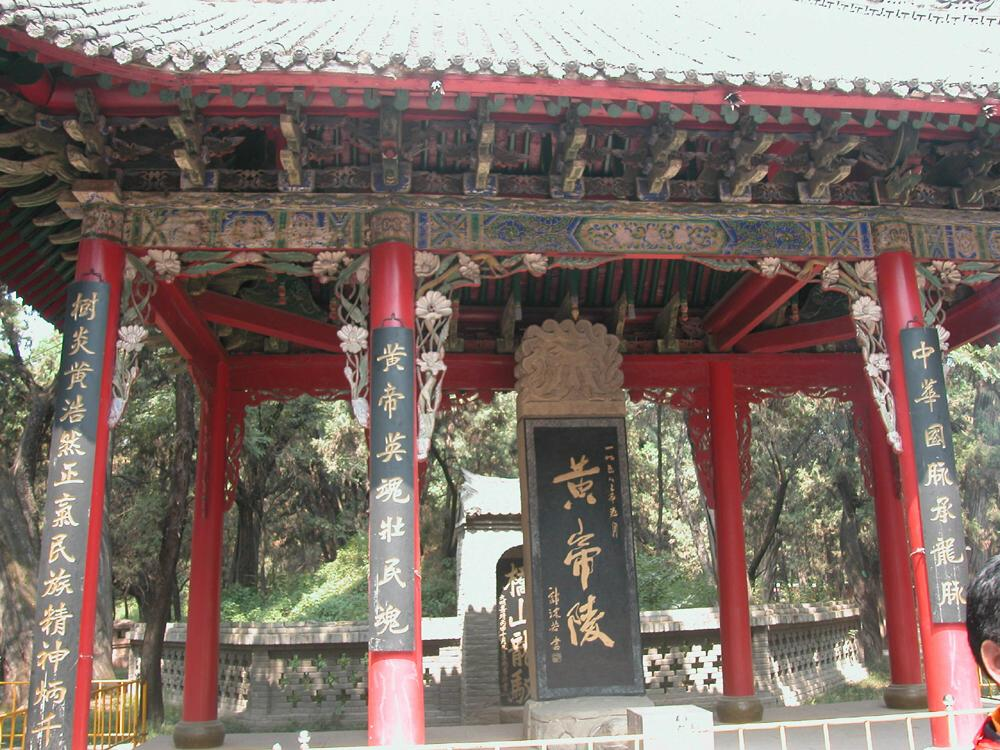
黄帝陵・墓所と碑亭

- 街道:橋山街道
- 鎮:店頭鎮、隆坊鎮、田荘鎮、阿党鎮、双竜鎮